# ディーグ包囲戦
ディーグ包囲戦（ディーグほういせん、英語：Siege of Deeg）は、1804年12月11日から12月24日にかけてインドのディーグにおいて、ホールカル家とイギリス東インド会社との間で行われた第二次マラーター戦争における包囲戦。

## 戦闘
1804年11月、ヤシュワント・ラーオ・ホールカルはファッルハーバードの戦いに敗北したのち、マラーター側の拠点ディーグ城をに逃げた。
12月11日、ジェラルド・レイク率いるイギリス軍はディーグ城を包囲し、13日には攻撃を開始した。
23日、イギリス軍支隊がディーグ城を強襲し、24日朝までにディーグの町を占領、混乱したホールカル家の兵は城を捨てて逃げた。
一方、ヤシュワント・ラーオ・ホールカルもかろうじて逃げることに成功し、バラトプルへと向かった。